# Edith Weston
Edith Weston est un village et une paroisse civile du Rutland, en Angleterre.
Sa population était de 1 359 habitants en 2011.